# Una furtiva lagrima
Una furtiva lagrima (Een verholen traan) is een aria in Gaetano Donizetti's opera L'elisir d'amore. De aria wordt gezongen door Nemorino (tenor) wanneer hij merkt dat het liefdeselixer dat hij heeft gekocht om het hart van Adina te winnen, 'werkt'.
Nemorino is verliefd op Adina, maar zij is niet geïnteresseerd in een relatie met een onschuldige, rustige man. Om haar hart te winnen, koopt Nemorino een 'liefdeselixer' van al het geld dat hij bezit. Dit 'liefdeselixer' is eigenlijk goedkope rode wijn, verkocht door een kwakzalver. Maar wanneer hij Adina ziet huilen, denkt hij dat hij haar liefde heeft gewonnen en dat het 'elixer' heeft gewerkt. Wat Nemorino niet weet, is dat Adina heeft gezien dat hij al zijn geld heeft besteed bij de kwakzalver en dat ze daarom moet huilen.

## Ariatekst
| Italiaans | Nederlandse Vertaling |
| --- | --- |
| Una furtiva lagrima negli occhi suoi spuntò: Quelle festose giovani invidiar sembrò. Che più cercando io vò? M'ama! Sì, m'ama, lo vedo. Lo vedo. Un solo istante i palpiti del suo bel cor sentir! I miei sospir, confondere per poco a' suoi sospir! I palpiti, i palpiti sentir, confondere i miei co' suoi sospir... Cielo! Si può morir! Di più non chiedo, non chiedo. Ah, cielo! Si può! Si può morir! Di più non chiedo, non chiedo. Si può morir! Si può morir d'amor. | Een verholen traan verscheen in haar ogen: de feestelijke jeugd lijken me te benijden. Wat zou ik me mogelijk nog meer kunnen wensen? Zij houdt van me! Ja, zij houdt van me, ik zie het. Ik zie het. Om haar heel even te horen de slagen van haar hart! Om bijna mijn zuchten te mengen met die van haar! De slagen, de slagen van haar hart om die te horen, om mijn zuchten samen te smelten met die van haar... Hemel! Nu kan ik sterven! Ik vraag niets meer, niets. Oh, hemel! Nu kan ik, nu kan ik sterven! Ik vraag niets meer, niets. Nu kan ik sterven! Nu kan ik sterven uit liefde. |

## Films
Een opname van Enrico Caruso komt voor in de film Match Point, geregisseerd door Woody Allen.